# Sambal

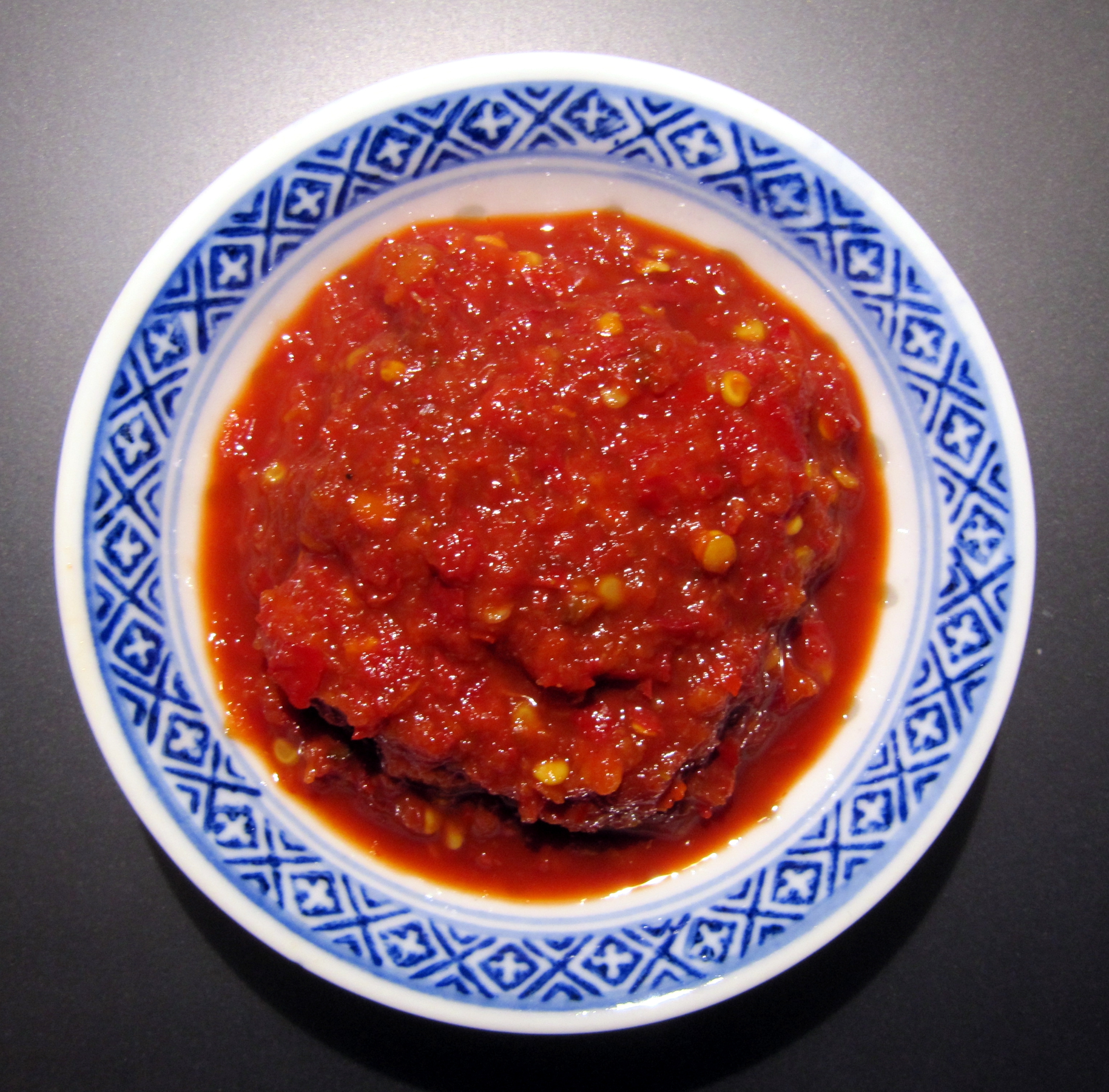
Typische Anrichteweise von Sambal Oelek

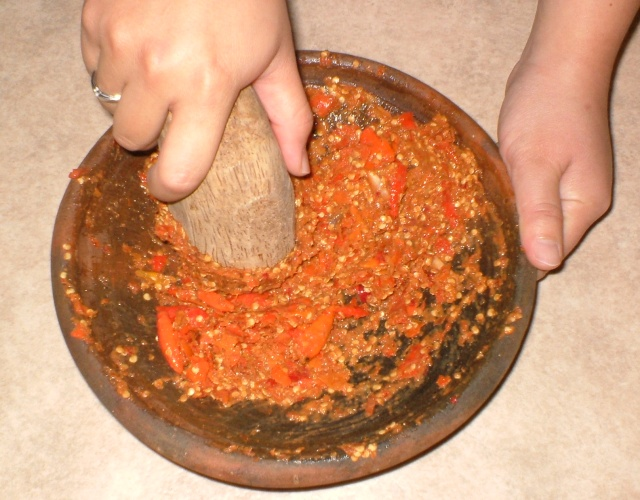
Zubereitung von Sambal Oelek mit einem Stößel

Ein Sambal ist eine dickflüssige, aus Indonesien stammende Würzsauce auf Chili-Basis, die traditionell in kleinen Schälchen als Würzbeilage zu Gemüse, Huhn, Fisch und Reis gereicht wird. Je nach Rezept variieren die einzelnen Zubereitungen in ihrem Schärfegrad.

## Verbreitung
Sambals werden nicht nur in der indonesischen Küche verwendet, sondern sind auch in anderen asiatischen Küchen wie der malaysischen Küche sehr beliebt. 
Ende des 19. Jahrhunderts wurden Sambals auch nach Suriname in Südamerika eingeführt. Damals kamen Javaner, eine Bevölkerungsgruppe von indonesischer Abstammung, als Kontraktarbeiter aus der Kolonie Niederländisch-Ostindien nach Suriname.

## Zubereitung
Sambals lassen sich nach ihrer Zubereitungsmethode in zwei Gruppen gliedern: Zum einen gibt es die aus frischen Chilischoten kalt zubereiteten und mit Salz konservierten Sambals. Die einzelnen Zutaten werden dabei mit einem Stößel (indonesisch ulek-ulek oder ulekan) im Mörser (cobek) zerkleinert und vermischt. Das bekannte Sambal Ulek (niederländische Schreibweise Oelek) gehört zu dieser Gruppe. Zum anderen gibt es die umfangreichere Gruppe der in Öl gebratenen und mit weiteren Gewürzen versetzten Sambals. Die Basis hierfür bilden Chilischoten und Tomaten, die angebraten werden, dazu kommen Zwiebeln und Knoblauch. Die Masse wird so lange weiter gebraten, bis sie dickflüssig geworden ist. Ein typischer Vertreter dieser zweiten Gruppe ist das vergleichsweise milde Sambal Manis.

## Varianten
- Sambal Asam: Sambal mit Garnelenpaste und Tamarindensaft
- Sambal Asli: Sambal mit Knoblauch
- Sambal Badjak: gebratenes, würziges Sambal mit gebratenen Zwiebeln und Ketjap Manis
- Sambal Badjak Udang: gebratenes, würziges Sambal mit Garnelen
- Sambal Balado: gebratenes Sambal nach Minangkabau-Art mit Knoblauch, Zwiebeln, Tomaten, Salz und Zitronen- oder Limettensaft
- Sambal Bawang: mildes Sambal mit frischen Zwiebeln
- Sambal Belacan: gebratenes Sambal aus Malaysia mit Garnelenpaste. Belacan ist die malaiische Bezeichnung für Garnelenpaste, die in Indonesien terasi oder trasi genannt wird. Das Sambal Belacan kann mit anderen Zutaten gemischt werden und ergibt dann zum Beispiel Sambal Kangkong, Sambal Sotong oder Sambal Telur (siehe unten).
- Sambal Brandal (oder Berandal): gebratenes, würziges Sambal
- Sambal Campur (veraltet Sambal Tjampoer): Sambal mit Garnelenpaste
- Sambal Dapur: frisches Sambal
- Sambal Djahe: mildes Sambal mit frischem Ingwer
- Sambal Djeruk (oder Djeroek): mildes, leicht säuerliches Sambal (djeruk bedeutet auf Indonesisch Zitrusfrucht)
- Sambal Ebi: Sambal aus getrockneten Garnelen (ebi, 海老 oder 蝦, bedeutet auf Japanisch „Garnele“)
- Sambal Gledek: sehr herzhaftes Sambal
- Sambal Goreng: gebratenes Sambal
- Sambal Kangkong: malaiisches Sambal mit Garnelenpaste und Wasserspinat (kang kong)
- Sambal Katjang: mildes Sambal aus Erdnüssen
- Sambal Kemiri: mildes Sambal, hergestellt aus Kukui-Nüssen (die in Indonesien als kemiri bekannt sind)
- Sambal Manis: würziges, süßes Sambal, das auch Kecap manis, eine süße Sojasauce, enthält
- Sambal Matah: balinesisches Sambal aus Öl, Schalotten und roten Chilischoten, oft mit weiteren Zutaten wie Zitronengras, Garnelenpaste und Limettenblättern
- Sambal Nasi Goreng: Gewürzpaste für gebratenen Reis
- Sambal Ulek (oder Sambal Oelek): scharfes Sambal, das nur aus rohen, zerkleinerten roten Chilischoten, Salz und Essig besteht. Das indonesische Wort ulek bezeichnet eine Art Stößel, mit dem die Zutaten im Mörser zerstoßen werden.
- Sambal Padang: sehr mildes Sambal
- Sambal Pecel: Sambal aus Erdnüssen
- Sambal Pepesan: speziell für Fischgerichte geeignetes Sambal
- Sambal Peteh: Sambal aus Petehbohnen
- Sambal Pedis: scharfes Sambal (pedis oder pedas bedeutet „scharf“)
- Sambal Rawit: Sambal aus kleinen grünen, extrem scharfen rawit-Chilischoten
- Sambal Setan: sehr scharfes und würziges Sambal (setan von arabisch schaitan, „Teufel“)
- Sambal Sotong: malaiisches Sambal mit Garnelenpaste und Tintenfisch
- Sambal Taotjo: mildes Sambal mit Sojabohnenpaste
- Sambal Telur: malaiisches Sambal mit Garnelenpaste und Ei
- Sambal Terasi: Sambal aus im Mörser zerkleinerten roten Chilis, Tomaten, Zucker, Salz, Limettensaft und gerösteter Garnelenpaste (terasi). Das Sambal Terasi wird auch viel in der surinamischen Küche verwendet.
- Surinamisches Sambal: eine aus der ehemaligen niederländischen Kolonie Suriname stammende und besonders scharfe Würzsauce, die aus surinamischen Chilis, Cayenne-Chilis, Öl, Zucker, Tamarinde, Garnelenpaste und Salz besteht.